# Piekło, Tỉnh Warmian-Masurian
Piekło [ˈpjɛkwɔ] (tiếng Đức Kleinschnellwalde) là một khu định cư ở khu hành chính của Gmina Zalewo, thuộc hạt Iława, Warmian-Masurian Voivodeship, ở miền bắc Ba Lan. Nó nằm khoảng 10 kilômét (6 mi) về phía đông nam của Zalewo, 24 km (15 mi) phía đông bắc Iława và 52 km (32 mi) về phía tây của thủ đô khu vực Olsztyn.